# کلاغ‌های سفید

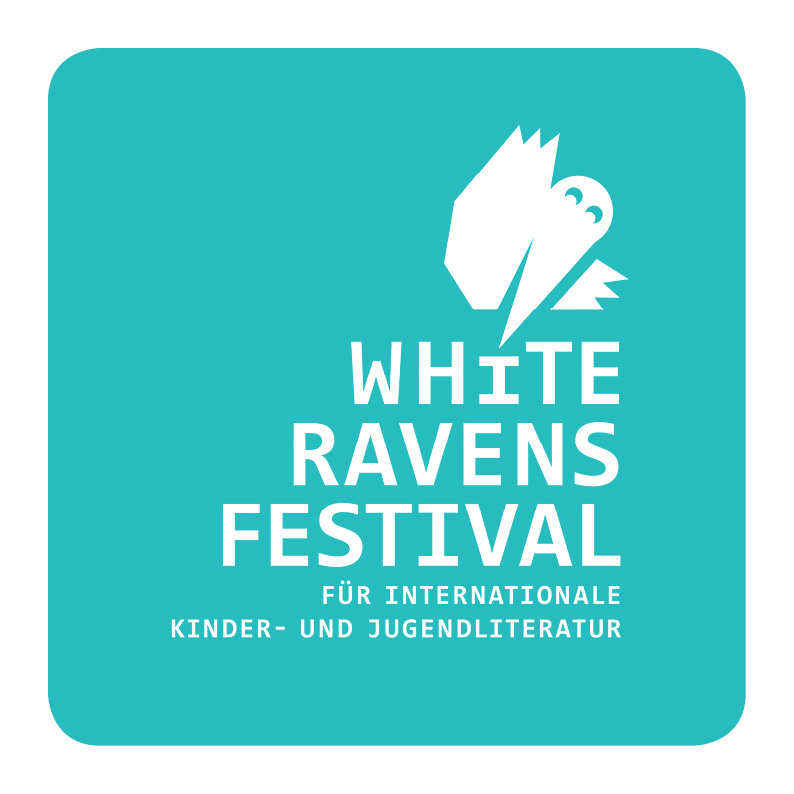
نشان جشنواره کلاغ های سفید کتابخانه بین المللی جوانان

کلاغ‌های سفید فهرستی است که سالانه از سوی کتابخانه مونیخ منتشر می‌شود و شامل کتاب‌های پیشنهادی کودک و نوجوان است. از میان تعداد زیاد کتاب‌هایی که این کتابخانه از ناشران، مؤسسات، سازمان‌ها و سایر همکاران دریافت می‌کند، کارشناسان صدها کتاب از حدود صد کشور جهان را به بیش از پنجاه زبان انتخاب می‌کنند. عنوان‌ها با توجه به موضوع و کیفیت نوآورانه ادبی و ظاهری آنها برای مخاطبان بین‌المللی انتخاب می‌شوند. خلاصه‌ای از هر کتاب ارائه می‌شود. جشنواره ای به همین نام نیز هر دو سال یک بار به میزبانی کتابخانه و با حضور نویسندگان و تصویرگرانی از سراسر دنیا برگزار می‌شود که هدف اصلی آن ترویج خواندن و معرفی ادبیات سایر ملل به کودکان آلمانی است.